# 林士街多層停車場

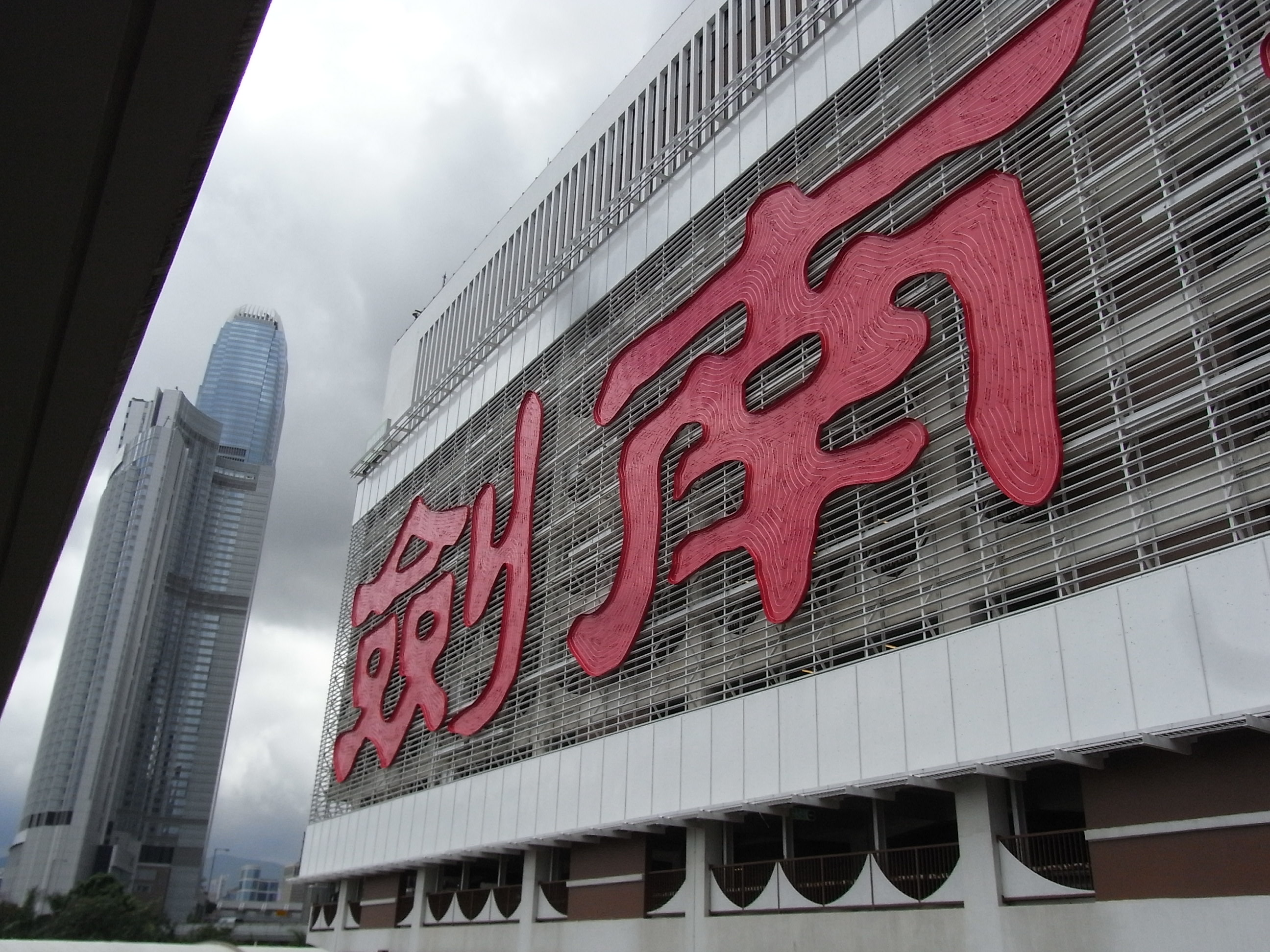
停車場北面曾經懸掛巨形霓虹燈招牌

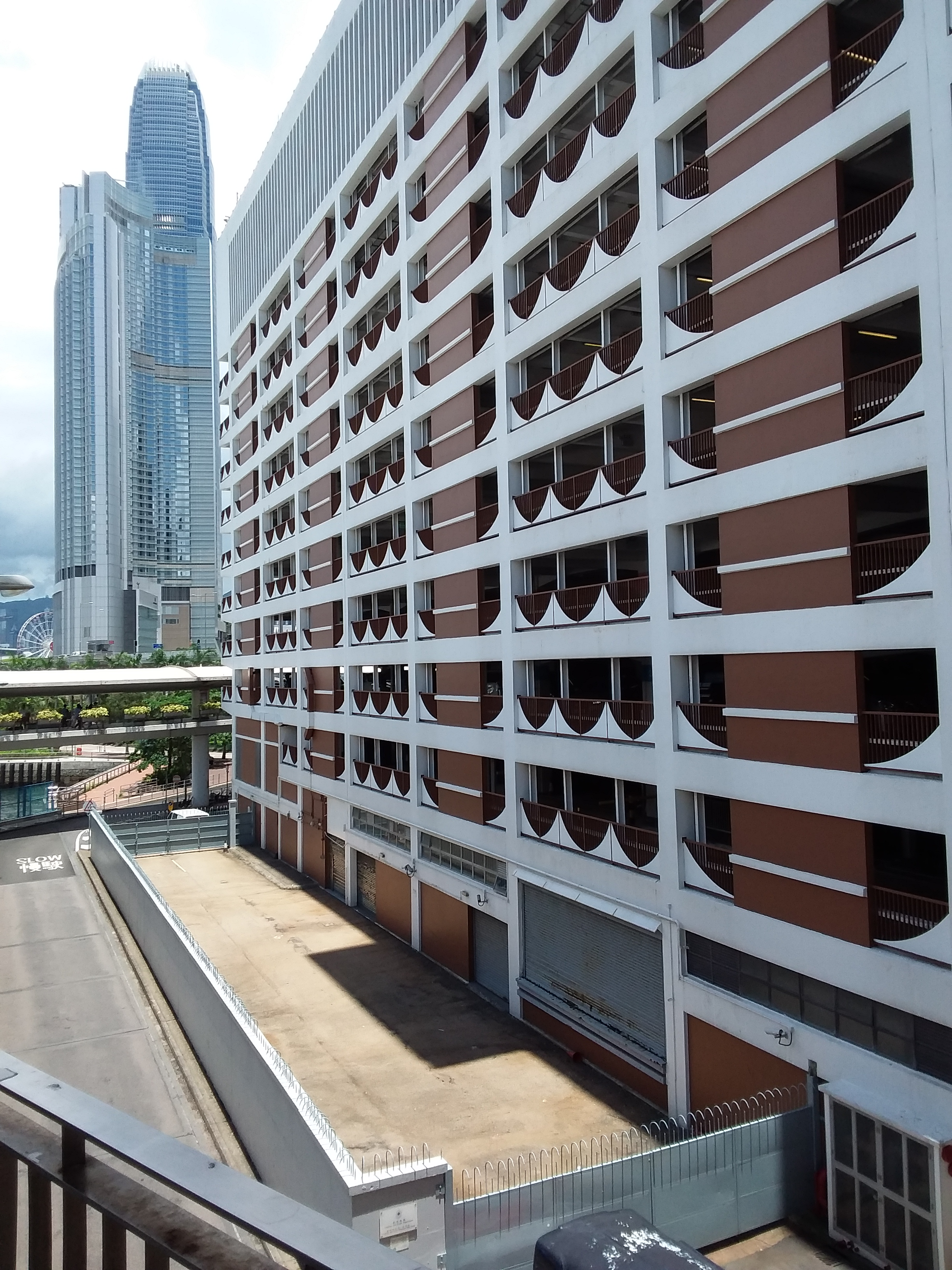
停車場外牆之幾可圖案

林士街多層停車場是香港上環林士街2號的一座停車場，位於干諾道中及林士街北端位置，其中一邊面向維多利亞港。大樓建於1970年，樓高10層，佔地約4.7萬平方呎，現由敏記停車場管理有限公司負責營運。

## 歷史
林士街多層停車場在1970年建成，設有857個車位，為香港車位數量最多的政府多層停車場。
2016年，香港政府曾經考慮拆卸林士街多層停車場，以釋放土地興建商業大廈。有關部門將需時進行各技術評估以釐定發展參數，暫未有落實改變商業用途的時間表。

## 建築
林士街多層停車場屬於現代主義建築風格，同期其他類似的停車場還有美利道多層停車場、中間道多層停車場、油麻地停車場大廈等。停車場形狀簡潔，外牆用上幾可圖案。

## 設施
- 電單車泊位：148
- 私家車及客貨車泊位：857[9]
- 底層：香港電燈有限公司霖士街分區電力站[10]
- 9樓：西環學生健康服務中心及健康評估中心[11]、公務員事務局一般職系處
- 10樓：中西區律政司辦公室 - 行政主任（民事法律科）1[12]

## 鄰近
- 永安中心
- 信德中心
- 港澳碼頭
- 無限極廣場
- 李寶椿大廈
- 海港政府大樓
- 統一碼頭（已拆卸）
- 中區行人天橋系統（有通道連接）

## 事件
- 2019年7月21日香港反對逃犯條例修訂草案遊行後，近晚上11時，林士街多層停車場附近懷疑有人縱火，警方一度舉起橙旗警告示威者離開[13]。深夜，逾百名警員包括速龍小隊進入並封鎖林士街停車場的所有出入口[14]，搜索仍未離開的示威者，並檢查垃圾桶及車尾有否可疑物品。有市民欲進入停車場取車被拒[15]，警方當時亦暫未找到示威者[16]。

## 交通
港鐵
- █  港島綫：上環站D、E4出口[17]

## 外部連結
维基共享资源上的相關多媒體資源：林士街多層停車場